# آيت لحسن (البوقعية)
آيت لحسن هو دُوَّار يقع بجماعة كندر سيدي خيار، إقليم صفرو، جهة فاس مكناس في المملكة المغربية. ينتمي الدوّار لمشيخة البوقعية التي تضم 4 دواوير. يقدر عدد سكانه بـ 724 نسمة حسب الإحصاء الرسمي للسكان والسكنى لسنة 2004.

## وصلات خارجية
- البوابة الوطنية للجماعات الترابية
- المندوبية السامية للتخطيط